# Городок (Пеньковское сельское поселение)
Городок — деревня в Спировском районе Тверской области, входит в состав Пеньковского сельского поселения.

## География
Деревня находится в 12 км на северо-восток от райцентра посёлка Спирово. 

## История
В 1818 году на погосте Воронье близ деревни была построена каменная Введенская церковь с 3 престолами, распространена в 1877 году, метрические книги с 1781 года.
В конце XIX — начале XX века деревня Городок являлась центром Песчанинской волости Вышневолоцкого уезда Тверской губернии.
С 1929 года деревня являлась центром Городецкого сельсовета Спировского района Тверского округа Московской области, с 1935 года — в составе Калининской области, с 2005 года — в составе Пеньковского сельского поселения.
В советское время деревня являлась центром совхоза"Красный городок"(расформирован в 1991г.)
До 2009 в деревни действовала общая школа(ООШ д.Городок)
До 2013 года в деревне действовала начальная общеобразовательная школа.
До 2020-детский сад.

## Население
| 1859 | 1886 | 1997 | 2002 | 2010 |
| ---- | ---- | ---- | ---- | ---- |
| 43   | ↗94  | ↗268 | ↘218 | ↘192 |

## Инфраструктура
В деревне имеются дом культуры, отделение почтовой связи, библиотека, продовольственный магазин.